# Žďár nad Metují
Žďár nad Metují là một làng thuộc huyện Náchod, vùng Královéhradecký, Cộng hòa Séc.